# エプーリス

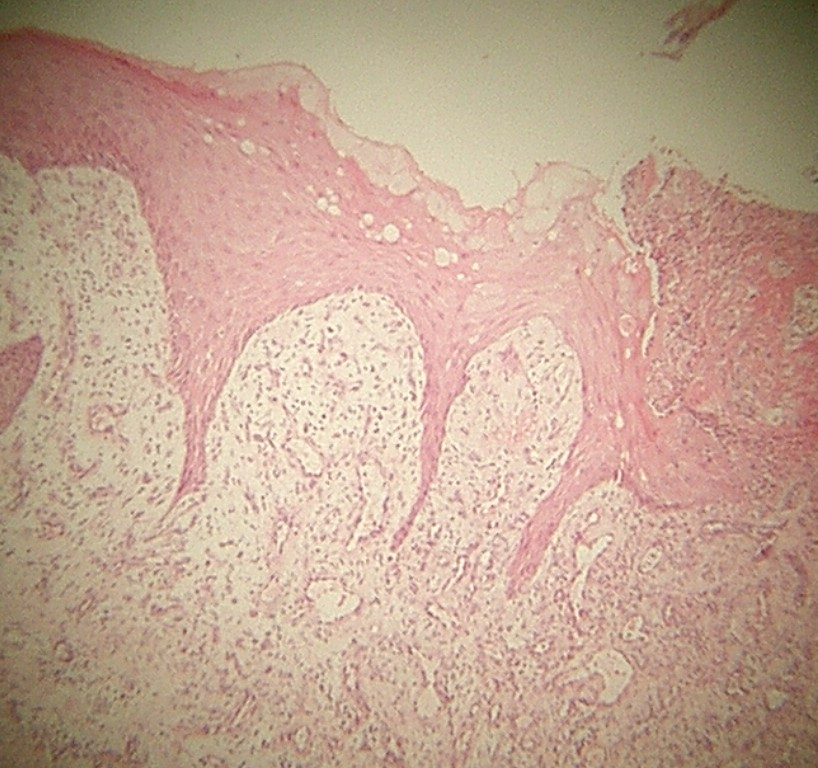
ヒトにできたエプーリスの組織像

エプーリス (epulis) とは、歯肉靱帯より生じた歯肉の腫瘤。語源は、ギリシャ語で「歯肉のできもの」という意味。

## 歯学分野
欧米諸国ではエプーリスは、先天性エプーリスをさすが、日本では肉芽組織性のものなど一般的に用いられる。原因としては、歯列不正や不適合補綴物による持続的な局所刺激が多い。線維性エプーリス、巨細胞性エプーリスの二つに大きく分類でき、日本では前者、欧米では後者の頻度が高い。

## 獣医学分野
線維腫性エプーリス、骨化性エプーリス、棘細胞性エプーリスに分類される。犬の口腔内腫瘍の30%を占めるが、他の動物種での発生は比較的稀である。